# Мужун Юнь
Гао Юнь (кит. трад. 高雲, упр. 高云, пиньинь Gāo Yún, кор. 고운(Гоун); IV век — 409), также носивший фамилию и имя Мужун Юнь (кит. трад. 慕容雲, упр. 慕容云, пиньинь Mùróng Yún), взрослое имя Цзыюй (кит. 子雨, пиньинь Zǐyǔ) — правитель государства, существовавшего на северо-востоке современного Китая в эпоху «Шестнадцати варварских государств»: разными историками считается либо последним правителем государства Поздняя Янь, либо первым правителем государства Северная Янь.

## Биография
В 342 году Мужун Хуан (основатель государства Ранняя Янь) вторгся в протокорейское государство Когурё, временно занял его столицу Ваньду (на территории современного городского уезда Цзиань провинции Гирин), захватил там многих членов правящей династии и переселил их в Циншань (на территории современного городского округа Цзиньчжоу провинции Ляонин); так они и их потомки стали подданными сначала Ранней Янь, а затем Поздней Янь. Так как «Когурё» по-китайски записывалось иероглифами, которые читались как «ГаоГоуЛи», то они в качестве фамилии чаще всего брали именно иероглиф «Гао».
Гао Юнь принадлежал именно к таким потомкам выходцев из Когурё. В 397 году, когда император Поздней Янь Мужун Бао под ударами государства Северная Вэй был вынужден оставить свою столицу Чжуншань, Гао Юнь занимал пост в его администрации. Мужун Хуэй (младший брат Мужун Бао, который сам метил на императорский трон и был недоволен, что отец выбрал наследником не его), попытался воспользоваться удобным случаем, восстал и осадил Мужун Бао в старой сяньбийской столице Лунчэне. Ночью Гао Юнь во главе отряда из 100 бойцов произвёл вылазку, посеял панику и вынудил Мужун Хуэя снять осаду; Мужун Хуэй бежал в Чжуншань и был там убит. За этот поступок Мужун Бао дал Гао Юню титул «Сиянского гуна» (夕陽公) и усыновил, в результате чего тот сменил фамилию с «Гао» на «Мужун». Примерно в это же время Гао/Мужун Юнь подружился с генералом Фэн Ба.
О следующих годах жизни Мужун Юня сведений мало. Когда в 406 году «небесный князь» Мужун Си (он не использовал титул «император»), чтобы развлечь свою молодую супругу Фу Сюньин, осуществил нападение на Когурё, Мужун Юнь был ранен стрелой и использовал это как предлог, чтобы оставить пост и удалиться домой.
Летом 407 года императрица Фу скончалась. Мужун Си приказал соорудить для неё огромную гробницу, а затем отправился туда с траурной процессией. Воспользовавшись его отъездом генерал Фэн Ба поднял в Лунчэне восстание, взял штурмом дворец, закрыл городские ворота и провозгласил новым небесным князем Мужун Юня, который согласился возглавить восставших. Мужун Си вернулся к Лунчэну, и приготовился атаковать город, но затем вдруг запаниковал и ударился в бега. Его генерал Мужун Ба попытался всё-таки взять Лунчэн, и поначалу ему даже сопутствовал успех, однако когда стало известно о бегстве Мужун Си, то наступление остановилось, и Мужун Ба был убит солдатами Фэн Ба. Мужун Си был пойман в лесу в гражданской одежде и доставлен к Мужун Юню. Мужун Юнь лично зачитал ему список его преступлений, после чего Мужун Си и его сыновья были обезглавлены.
После смерти Мужун Си Мужун Юнь вернул себе фамилию «Гао». Опасаясь за свою жизнь и за трон, он окружил себя мощной охраной, во главе которой были поставлены Ли Бань и Тао Жэнь. Дела управления страной взяли в свои руки Фэн Ба и его братья и кузены.
В 408 году Гао Юнь похоронил Мужун Си и его супругу с императорскими почестями. Он принял посольство от когурёского вана Квангэтхо и установил с Когурё дипломатические отношения.
В 409 году Гао Юнь по неизвестной причине был убит. Услышав о том, что во дворце что-то происходит, Фэн Ба поднял войска и стал ожидать прояснения ситуации, однако в это время его подчинённые Чжан Тай и Ли Сан проникли во дворец и убили Ли Баня и Тао Жэня, которые, якобы, и совершили цареубийство. После этого придворные предложили Фэн Ба занять трон, и он согласился. Гао Юнь с супругой были похоронены с императорскими почестями.